# 於越人
於越，又寫為于越，古稱越、粵，被部分近代學者稱為越族、于越族、於越民族、吳越族，古代部落，原居於今中華人民共和國浙江省一帶，是百越的一支部落，使用古越語。在夏代時曾建立越國。漢朝時屬於會稽郡，後融合演變為今日當地民族。

## 概論
在商朝甲骨文記錄中，有稱為越或於越的人群活動。在《史記》中，將於越，寫為于越。于越人所屬的越國是傳說在夏朝时由少康的庶子无馀所建立，其相鄰的吳國，其底層人民也是於越人。何休《公羊傳》註疏記載，越國當地人自稱「於越」，但中原華夏諸國稱其為越。他們被視為是與中原華夏部落習俗不同的蠻夷。
梁啟超等學者認為春秋時期吳國與越國皆由同一支民族建立，稱之為吳越族，衛聚賢認為於越即吳越族，越人從其中獨立出來，成為獨立民族。羅香林等學者認為於越是百越之中的一支，將他們列入古越族。

## 歷史
傳說於越是在夏朝时由少康的庶子无馀所建立，《竹書紀年》記載，周成王24年時，於越人曾經朝貢西周王室。春秋時，越王勾踐時代，其領土大致是在浙江杭州、嘉興、紹興、寧波地區一帶，以紹興為中心。
前494年，吳王夫差擊敗越國，越國成為吳國臣屬。前473年，越王勾踐擊敗吳王夫差的軍隊，吳國滅亡，越國的領土擴大，取得原來吳國領地，擴大到江淮一帶。
前306年，楚國擊敗越王無疆，越國亡國，成為楚國的領土。在越國滅亡後，於越人形成一些地方的小型聚落。為了方便控制，楚國及後繼的秦朝都曾經將一些於越人遷移到其他地方。
吳芮作為越人部落領袖，曾參與陳勝的大澤起義與之後的楚漢爭霸，在漢朝時代受封長沙王。

## 研究推測
羅香林考證古書，認為於越、甌越、閩越、揚越、滇越、駱越等17個古民族皆源自百越，皆為越民族的一支，越民族則源自夏民族。於越是越族在浙江的一支。林惠祥認為於越人是越族中的一支，屬於百越，居住在浙江。越族中接受漢化之後形成的一個獨立分支，稱為於越。
《福州通史简编》認為，福建原有閩族，在戰國時，與由浙江南下的于越族融合後，形成閩越族。

### 語言
於越的語言被現代學者稱為古越語，因為文獻記載很少，難以確認全貌。根據對於《越人歌》、《維甲令》的研究，語言學者鄭張尚芳等人，認為這種語言具備了壯侗語系的某些特徵。

### 文字
在馬橋文化遺址曾發現陶文，為良渚文字。春秋戰國時期，於越人在青銅器上使用的金文，被稱為鳥蟲篆。

### 考古
饒宗頤主張良渚文化由古代的越族建立，越族之後在此建立越國。